# بجلسیکا
بجلسیکا (به لاتین: Bjelasica) یک کوه در مونته‌نگرو است که در مونته‌نگرو واقع شده‌است. بجلسیکا ۲٬۱۳۹ متر بالاتر از سطح دریا واقع شده‌است.